# Abasanistus
Abasanistus là một chi ruồi thuộc họ Ruồi đen.

## Loài
- Abasanistus aureopictus James, 1973[3]
- Abasanistus claviger James, 1973[3]
- Abasanistus paulseni (Philippi, 1865)[4]
- Abasanistus rubriceps (Philippi, 1865)[4]
- Abasanistus rubricornis Kertész, 1923[1]